# All the Roadrunning
All The Roadrunning – płyta nagrana przez Marka Knopflera i Emmylou Harris, która ukazała się 24 kwietnia 2006.
Piosenki na album były nagrywane przez siedem lat w czasie okazyjnych spotkań Knopflera i Harris. Większość, 10 z 12, piosenek zostało napisanych przez byłego lidera Dire Straits, tylko dwie („Love and Happiness”, „Belle Starr”) są autorstwa Emmylou.
Płyta ta jest – w założeniu – opowieścią o życiu – o jego chwilach, zarówno tych pięknych, jak i smutnych. Artyści oprowadzają nas po świecie pełnym impresjonistycznie uchwyconych momentów. Na przykład „This Is Us” to wesoła opowieść małżeństwa oglądającego stare zdjęcia w albumie rodzinnym, a „Red Staggerwing” to zabawne wyznanie miłości zakochanej pary w którym kochankowie porównują się do gitar, motocykli czy samochodów:

If i was a maserati
A red 300s
I'd ride around to your house, baby
Give you a driving test
If i was a mustang racer
White with a stripe of blue
You could ride me,baby

{Gdybym był Maserati/czerwonym 300s/przyjechałbym pod Twój dom kochanie/gdybym była wyścigowym mustangiem/białym z niebieskimi paskami/mógłbyś mną jeździć kochanie).
Są na płycie także poważniejsze utwory, „If This Is Goodbye” został zainspirowany przeżyciami i ostatnimi chwilami życia osób złapanych w płonących budynkach World Trade Center po ataku terrorystycznym 11 września 2001, które dzwoniły do swoich najbliższych żegnając się z nimi.

## Lista utworów
1. „Beachcombing” – 4.13
2. „This Is Us” – 4.35
3. „I Dug Up A Diamond” – 3.36
4. „Red Staggerwing” – 3.00
5. „Rollin' On” – 4.12
6. „Love And Happiness” – 4.20
7. „Right Now” – 3.31
8. „Donkey Town” – 5.41
9. „Belle Starr” – 3.03
10. „Beyond My Wildest Dreams” – 4.23
11. „All The Roadrunning” – 4.49
12. „If This Is Goodbye” – 4.44

## Muzycy
- Mark Knopfler – gitary, śpiew
- Emmylou Harris – śpiew
- Richard Bennett – gitary, gitara hawajska
- Dan Dugmore – gitary, elektryczna gitara hawajska
- Paul Franklin – gitara hawajska
- Glenn Duncan – mandolina, skrzypce
- Stuart Duncan – skrzypce
- Steve Conn – akordeon
- „The Memphis Horns” – instrumenty dęte
- Guy Fletcher – pianino, organy elektryczne, syntezator
- Jim Cox – pianino, organy elektryczne
- Glenn Worf – gitara basowa, kontrabas
- Danny Cummings – instrumenty perkusyjne, tamburyn
- Chad Cromwell – instrumenty perkusyjne